# 日渡奈那
日渡 奈那（ひわたり なな、 1977年10月4日 - ）は、日本のギタリスト。神奈川県横須賀市出身。

## 来歴・人物
母の手ほどきでギターをはじめる。日本ではギターを津田昭治・原善伸に、ポピュラー理論を江部賢一に、通奏低音を今村泰典に師事する。スイスではオスカー・ギリアに師事する。
2010年よりスイス・ベルン州立音楽学校（Musikschule Konservatorium Bern）にて教鞭をとり、ベルン・パウルクレーセンター等で演奏。
ソロのほか、スイスの現代音楽アンサンブルNEC(Nouvel Ensemble Contemporain)との共演等、様々なジャンルの演奏家と共演・活動する。現スイス在住。

## ソロ活動
- 1999年　1999年学生ギターコンクールG.L.C.賞（総合優勝）受賞。
- 2000年　クラシカルギターコンクール　首席。
- 学生時代、CD絵本の共同製作（詩・画：ほんまちひろ）や劇団でのBGMにて活躍する。
- 同時期にアニメ「スタジオジブリ・ソロギター作品集（ヤマハミュージックメディア）」の模範CD録音を担当、以後毎年新しい作品ができるごとに重ねた録音は、2007年Haclaレーベルより独立アルバム『ジブリ・ザ・ギター/日渡奈那』としてリリースされた。
- 早稲田大学教育学部社会科卒業後、2002年にスイスヘ留学、バーゼル音楽院にてオスカー・ギリアに師事。
- 2004年　フィンランドで行なわれた「武満徹国際コンクール」で、細川俊夫作曲の課題曲に対し、作曲家自身によるベスト・パフォーマンス賞を受賞。氏の推薦で2006年武生国際音楽際に招待される。最優秀賞を受賞。
- 2005年　バーゼル音楽院にてコンサート・ディプロムにて最優秀賞を取得。
- 2005年　武生国際音楽祭に招待される。伊藤弘之作曲『虹色に輝く夜』を世界初演。
- 2006年　ギリアの後任であるステファン・シュミット及びパブロ・マルケスに師事。
- 2006年　バーゼル音楽院を卒業。シュミットおよびマルケスのもとでレア・ディプロムを取得。
- 2006年　クリストフ・ボーター（2000年「ギターの春」ベルギー国際ギターコンクール優勝、スイス国籍）と結婚。
- 2007年　ルチアーノ・ベリオの元アシスタントである、作曲家のバルツ・トュルンピーによるギター・ソロ作品「Ballade ~for Nana Hiwatari」を初演。

### 主な活動
活動の拠点をスイスとし、ベルン州にある2つの音楽学校にて教える一方、年に2回日本で演奏活動を行っている。日本での滞在はいずれも短期間ながらも、バーゼル音楽院で学んだことを日本へ還元できるよう、不断の努力を行っている。
この他、絵本のプロデュースも手がけるなど、総じてアニメ音楽や児童文化への関心を持ち、現在でも模範演奏CDに新しい演奏が加わっている。例えば、師の一人である江部賢一編曲の楽譜の付属CDにて模範演奏をしている（「模範演奏CD」の項目参照）が、2007年にリリースされた『ジブリ・ザ・ギター』は、この模範演奏CDが基になっている（ただし、録音開始から7年を経てリリースされているため、結果としてこのアルバムは
ジブリ関連作品と呼ぶよりはむしろ彼女自身の成長・成果を示すアルバムともなっている）。
スイスへ渡ってからは、これに加えて前衛的な現代音楽への関心を急速に深めた。これは海外で暮らすことで、日本の国際的な作曲家である武満徹への関心を深めるに至ったからである。
2005年の『虹色に輝く夜』演奏は現代音楽への関心の結実の一例であり、通常ギターを弾かない（しかもギター曲を作曲するのは初めてであった）伊藤が考案した、特殊調弦や多様なタッピングを用いた、音のテクスチュアの微細なズレを具現化した演奏であった。また、2006年の日本での一連のコンサートでは、武満や細川俊夫の作品に加え、ルチアーノ・ベリオの『セクエンツァXI』を演奏した。この曲は近年日本のギタリストによって演奏される機会が少なく、きわめて野心的な試みであった。その他スイスでは、尺八やオルガンなど、従来ギターと共演する機会がほとんどなかった楽器と共演するなど、意欲的な音楽的開拓を続けている（日本においても2009年に『アランフエス協奏曲』をポジティフ・オルガンとの共演で演奏した）。
このように、前衛的な現代音楽（それも、ギタリストでない作曲家たちの音楽）を積極的に吸収し、演奏する姿勢は、ギターの革命児と呼ばれた佐藤紀雄を思わせるものがある。近年の日本のギタリストとはまた異なった角度から、クラシックギターの可能性を広げる試みを不断に行なっており、その将来が注目される存在である。

## エピソード
早稲田大学教育学部に在学中、児童文化研究会（サークル）に所属。主に人形劇等に携わった。学外でもしずくまち♭（旧：にゃおにゃおProject）での演劇制作・伴奏、室内楽団「カッセ・レゾナント」にゲスト参加するなど数々のユニット、セッションで活躍している。なお、現在でもこのような活動は継続されている。
浜松ギター鑑賞友の会（第26回鑑賞会）での「アランフエス協奏曲」演奏の際に共演者の譜面が落ちるというハプニングがあったが、機転を利かせて場を和ませるなど、どこか人を安心させる性格で人柄面でのファンも多い。
また、共演の形で他楽器との演奏を行う際の演奏などには着目すべき才能を発揮する。彼女自身の人柄として、多くの人々と交流し深く共感を持ち、そこから心情をより多彩で豊かなものにしていく素質が垣間見える。
前述の「現代ギター」インタビュー記事内では、趣味のロックバンドでベースを担当し、そこから学ぶこともあると述べている。

## ディスコグラフィー

### 模範演奏CD
- ソロギターで弾く スタジオジブリ作品集
- ソロギターで弾く ディズニー名曲集 23
- こころやすらぐソロ・ギター リラクゼーション・ミュージック Vol.1、Vol.2
- 美しく奏でるクラシックギター（ヤマハ株式会社）

### アルバム
- ジブリ・ザ・ギター（2007年7月18日）

## その他の関連作品
- ABCブック　（絵本）
- チャーリー ローマへいく　（絵本）
- 現代ギター42巻第6号（No.526）2008年5月号　巻頭表紙、及びインタービュー記事に掲載される。